# Andrzej Krzywicki
Andrzej (André) Tadeusz Krzywicki (ur. 17 października 1937 w Warszawie, zm. 2 czerwca 2014 w Bures-sur-Yvette pod Paryżem) – profesor zwyczajny CNRS, fizyk teoretyk.

## Życiorys
Był synem Ireny Krzywickiej i wnukiem Ludwika Krzywickiego.
W 1959 roku ukończył studia na Uniwersytecie Warszawskim. W 1961 roku na tej samej uczelni uzyskał stopień doktora nauk matematyczno-fizycznych. W roku 1962 został adiunktem w Instytucie Badań Jądrowych (centrala była w Świerku k. Otwocka, ale część badaczy, w tym Krzywicki, pracowała w Warszawie, na Hożej). W 1963 roku został stypendystą Fundacji Forda w CERN w Genewie. 
Od 1964 roku mieszkał we Francji. Na Uniwersytecie Paryskim w Orsay był pracownikiem naukowym (1964–1966), profesorem nadzwyczajnym (1966–1990), profesorem zwyczajnym (1990–2003), a od 2003 roku jako profesor emeritus CNRS. Ponadto był pracownikiem naukowym w USA (Caltech w roku 1972, Fermilab, Argonne National Laboratory, Brookhaven National Laboratory w 1989 roku), w Szwajcarii (CERN), Niemczech (ZiF Bielefeld) i Anglii (Royal Holloway College). W latach 1979–1987 był członkiem komitetu redakcyjnego Zeitschrift für Physik.

## Publikacje naukowe
Opublikował ponad 120 prac naukowych na tematy fizyki cząstek elementarnych, fizyki jądrowej wysokich energii, statystycznej teorii pola, geometrii losowych, kwantowej grawitacji, zastosowania metod fizyki w biologii i genetyce.

## Publikacje książkowe
Jest autorem, wspólnie z Philippe'em Dennerym, akademickiego podręcznika metod matematycznych fizyki pt. Mathematics for physicists, używanego przez wiele uczelni wyższych na świecie. Wydał tom wspomnień pt. Diabelski młyn. Hobbystycznie tłumaczył z języka francuskiego: m.in. Świt, wieczór lub noc Yasminy Rezy.

## Miejsce spoczynku
3 października 2014 został pochowany na cmentarzu ewangelicko-augbsurskim w Warszawie (aleja 50, grób 4).